# 金田村 (神奈川県足柄上郡)
金田村（かねだむら）は、神奈川県足柄上郡に存在した村。現在の大井町北西部に位置した。

## 地理
- 川：酒匂川

## 歴史
- 1889年（明治22年）4月1日 - 町村制の施行により、金子村、金手村が合併して発足。
- 1955年（昭和30年）11月1日 - 昭和天皇、香淳皇后が村役場に行幸啓[1]。
- 1956年（昭和31年）4月1日 - 相和村および曽我村の一部（大字西大井、上大井）と合併して大井町が発足。同日金田村廃止。

## 交通

### 鉄道路線
日本国有鉄道（現東海旅客鉄道）御殿場線が村域内を通過していたが、駅は存在しなかった。合併8ヶ月後の1956年12月25日に相模金子駅が開業した。